# Ольшанський Михайло Олександрович
Михайло Олександрович Ольшанський (23 жовтня 1908, місто Сарни, тепер Рівненської області — 27 червня 1988, місто Москва) — радянський діяч, міністр сільського господарства СРСР. Кандидат сільськогосподарських наук, професор (1936), дійсний член (академік) (1948) і президент Всесоюзної академії сільськогосподарських наук імені Леніна (ВАСГНІЛ). Кандидат у члени ЦК КПРС у 1961—1966 роках. Депутат Верховної Ради СРСР 6-го скликання у 1962—1966 роках.

## Біографія
Народився в родині службовця. У 1928 року закінчив Маслівський інститут селекції і насінництва імені К. А. Тімірязєва на Київщині.
У березні 1928 — 1941 року працював у Всесоюзному селекційно-генетичному інституті в місті Одесі: технік (1928—1929), аспірант (1929—1932), завідувач відділу бавовнику (1932—1938), виконувач обов'язків директора (1938—1941). Учень Трохима Лисенка.
Одночасно з 1931 по 1937 рік викладав у Одеському університеті, а з 1937 по 1941 рік — в Одеському сільськогосподарському інституті.
Член ВКП(б) з 1932 року.
У березні — липні 1941 року — голова Організаційного бюро Українського філіалу Всесоюзної академії сільськогосподарських наук імені Леніна (ВАСГНІЛ).
З липня 1941 по 1942 рік працював директором Рождественського сільськогосподарського технікуму Куйбишевської області РРФСР. У грудні 1942 — 1945 року — директор Куйбишевського сільськогосподарського інституту Куйбишевської області РРФСР.
У 1945—1951 роках — заступник директора із наукової частини Всесоюзного селекційно-генетичного інституту імені Трохима Денисовича Лисенка в місті Одесі. Одночасно, з липня 1950 по червень 1951 року — член колегії Міністерства бавовництва Української РСР.
У березні 1951 — 1961 року — віце-президент Всесоюзної академії сільськогосподарських наук імені Леніна (ВАСГНІЛ). Одночасно, з серпня 1953 по січень 1960 року — редактор журналу «Доклады ВАСХНИЛ» Міністерства сільського господарства СРСР. У 1958—1961 роках — директор Всесоюзного науково-дослідного інституту кормів імені Вільямса ВАСГНІЛ.
У грудні 1960 — квітні 1962 року — міністр сільського господарства СРСР.
У березні 1962 — 1965 року — президент Всесоюзної академії сільськогосподарських наук імені Леніна (ВАСГНІЛ).
З березня 1965 року — персональний пенсіонер союзного значення в місті Москві. Похований на Мітінському цвинтарі.

## Нагороди
- орден Леніна (1949)
- орден Трудового Червоного Прапора (1948)
- медаль «За доблесну працю у Великій Вітчизняній війні 1941—1945 рр.» (1945)
- Велика срібна медаль Всесоюзної сільськогосподарської виставки (1940)
- медалі
- Сталінська премія ІІ ст. (1941) — за виведення сорту бавовнику «Одеський № 1» для нових районів вирощування бавовнику
- Сталінська премія І ст. (1951) — за науково-виробничу розробку питань гніздового способу посіву лісу.

## Праці
- Ольшанський М.О. Про підсумки роботи IV сесії всесоюзної академії сільськогосподарських наук ім.В.І.Леніна і про завдання дальшого розвитку Мічурінської агробіології на Україні : Доповідь на республіканській нараді працівників біологічн., сільськогоспод. і медичних наук з участю практиків Мічурінців / М.О. Ольшанський. – Київ ; Харків : Держвидав, 1948. – 52 с.